# Liste der von Jean-Christophe Ammann kuratierten Ausstellungen in Basel
Liste der von Jean-Christophe Ammann (1939–2015) kuratierten Ausstellungen in der Kunsthalle Basel von 1978 bis 1988.

## 1978
- Jan./Febr.: Olle Kåks
- März/April: Alighiero Boetti, Staatlicher Kunstkredit 1977/78
- Juni/Juli: Künstler aus Kanada
- Sept./Nov.: Carl Burckhardt (zum 100. Geburtstag), Max Klinger
- Nov./Dez.: Weihnachtsausstellung der Basler Künstler

## 1979
- Jan./Febr.: Rolf Winnewisser, Helmut Federle
- März/April: Giovanni Anselmo
- März/Juni: Geschenke des Nils: Ägyptische Kunstwerke aus Schweizer Besitz
- Mai/Juni: Dennis Oppenheim
- Juli/Sept.: Otto Meyer-Amden, Wilhelm von Gloeden, Elisar von Kupffer
- Sept./Nov.: Reindert Wepko van de Wint, Kurt Fahrner
- Nov./Dez.: Weihnachtsausstellung der Basler Künstler

## 1980
- Jan./Febr.: Neue Sachlichkeit in Basel, Man Ray
- März/April: Martin Disler, Henri Cartier-Bresson, Lewis W. Hine
- Mai/Juni: Junge italienische Künstler: Sandro Chia, Francesco Clemente, Enzo Cucchi, Nicola De Maria, Luigi Ontani, Mimmo Paladino, Ernesto Tatafiore
- Juli/Aug.: Die Sammlung Prinzhorn
- Juli/Sept.: Basler Künstlergesellschaft
- Aug./ Sept.: Hans Otte
- Okt./Nov.: Ger van Elk, Lovis Corinth, Max Liebermann, Max Slevogt
- Nov./Dez.: Weihnachtsausstellung der Basler Künstler

## 1981
- Jan./Febr.: Künstler aus Basel: Miriam Cahn, Rut Himmelsbach, Alex Silber, Vivian Suter, Anselm Stalder, Hannah Villiger
- März/April: Pieter Laurens Mol, 70/80 Bauen in der Schweiz
- Mai/Juni: Bruce McLean, Werner von Mutzenbecher
- Juli/Sept.: Mario Merz, Jonathan Borofsky
- Okt./Nov.: Robert Moskowitz, Susan Rothenberg, Julian Schnabel, Tendenzen amerikanischer Zeichnung in den siebziger Jahren
- Dez.: Weihnachtsausstellung der Basler Künstler

## 1982
- Jan./Febr.: Anna Winteler, Carlos Figueira, Federico Winkler, Matthias Aeberli, Josef Felix Müller, Jürg Stäuble, Larry Clark, Robert Mapplethorpe, Peter Hujar
- März/April: 12 Künstler aus Deutschland: Hans Peter Adamski, Peter Bömmels, Werner Büttner, Luciano Castelli, Walter Dahn, Jiří Georg Dokoupil, Rainer Fetting, Gerard Kever, Gerhard Naschberger, Albert Oehlen, Salomé, Volker Tannert
- Mai: Maria Nordman «Tjoba»
- Mai/Juni: Neil Jenney, Ernst Caramelle
- Juli/Sept.: Sammlung CREX: Georg Baselitz, Bernd und Hilla Becher, Hanne Darboven, Jan Dibbets, Gilbert & George, Donald Judd, Jannis Kounellis, Sol LeWitt, Mario Merz, Robert Morris, Bruce Naumann, A. R. Penck, Sigmar Polke, Gerhard Richter, Lawrence Weiner
- Okt./Nov.: Markus Raetz, Carlo Aloe
- Dez.: Weihnachtsausstellung der Basler Künstler

## 1983
- Jan./Febr.: Malcolm Morley, David Hockney
- März/April: Miriam Cahn, George Platt Lynes
- Mai/Juni: Philip Guston, Balthasar Burkhard
- Juli/Sept.: «Gruppe 33»
- Okt./Nov.: Nicola De Maria, Max Neuhaus
- Nov./Dez.: Weihnachtsausstellung der Basler Künstler

## 1984
- Jan./Febr.: Enzo Cucchi, Peter Baer
- März/April: Georg Baselitz
- Mai/Juni: Francesco Clemente, Barbara Kruger, Jenny Holzer
- Juli/Sept.: Max Kämpf
- Sept./Nov.: General Idea, Jeff Wall
- Nov./Dez.: Weihnachtsausstellung der Basler Künstler

## 1985
- Jan./Febr.: Bill Woodrow, Jean-Charles Blais, Niklaus Hasenböhler
- März/April: Peter Fischli und David Weiss, Agat Schaltenbrand
- Mai/Juni: Eric Fischl, Hannah Villiger
- Juli/Sept.: Von Twombly bis Clemente (eine Privatsammlung)
- Okt./Nov.: Richard Artschwager, Anish Kapoor
- Dez./Jan. 1986: Weihnachtsausstellung der Basler Künstler

## 1986
- Jan./März: Walter Dahn, Christopher Le Brun
- März/Mai: Enzo Cucchi, Joseph Beuys, Jannis Kounellis, Anselm Kiefer
- Mai/Juni: Rainer Fetting, Dino Pedriali, Walter Pfeiffer, Bruce Weber
- Juli/Sept.: Bruce Nauman, Franz Gertsch
- Sept./Nov.: Gilbert & George
- Nov./Jan. 1987: Weihnachtsausstellung der Basler Künstler

## 1987
- Jan./März: Reinhard Mucha, Gordon Matta-Clark
- März/April: Siah Armajani
- Mai/Juli: James Turrell
- Juli/Sept.: Silvia Bächli, Andreas Dobler, Guido Nussbaum, Aldo Walker
- Okt./Nov.: Jean-Frédéric Schnyder, Anna und Bernhard Blume
- Dez./Jan.: Weihnachtsausstellung der Basler Künstler

## 1988
- Jan./März: Rémy Zaugg, Richard Serra
- März/Mai: Richard Serra, Anselm Stalder
- Juni/Aug.: Katharina Fritsch, Rosemarie Trockel, Anna Winteler
- Aug./Okt.: Stephan Balkenhol, Marika Mäkelä, Dennis Hopper